# Baumgartenschneid
Baumgartenschneid là ngọn núi hay sườn núi cao 1.448 m ở Bayerische Voralpen trên hồ Tegernsee về phía Đông.

## Vị trí và đường lên đỉnh
Đường lên đỉnh là một con đường đi dạo núi, mất khoảng chừng 2 tiếng từ thị trấn Tegernsee (700m), đi xuống mất khoảng 1 tiếng rưỡi.

Người ta cũng có thể lên đỉnh núi từ xã Rottach-Egern hay Schliersee theo một tuyến đường khác. Khi lên núi từ Tegernsee hay Rottach-Egern, thì con đường sẽ đi ngang qua quán ăn, Gasthaus Galaun, cao khoảng 1.060 m, kế đên là ngọn núi đá Riederstein 1.207 m, trên đó có nhà nguyện nhỏ Riederstein.

Baumgartenschneid là một đỉnh núi được ưa thích, dễ leo, ngay cả vào mùa đông, nếu tuyết đóng không dầy lắm, thì không cần phải đi giầy tuyết.
Nhìn từ chữ thập trên đỉnh, khách du lịch có thể nhìn thấy phần lớn hồ Tegernsee. Ngoài ra khách còn có thể thấy những ngọn núi của vùng Tegernsee chẳng hạn như Wallberg, Setzberg, Kampen và Fockenstein. Nhìn về phía đông khách có thể thấy ngọn núi Wendelstein.